# پارک ملی کات تین
پارک ملی کات تین (به لاتین: Cát Tiên National Park) یک پارک ملی و ذخیره‌گاه طبیعی در ویتنام است که در استان دونگ نای واقع شده‌است.